# Wild T3
Der Wild T3 der Schweizer Firma Wild-Heerbrugg ist ein Präzisions-Theodolit für Triangulationen und war bis etwa 1980 in Gebrauch. Er ist doppelt so genau wie der weit verbreitete Sekundentheodolit Wild T2 und mit knapp 10 kg nur etwa 50 % schwerer. Er wurde etwa in den 1930er Jahren entwickelt und geht im Wesentlichen auf Heinrich Wild zurück, den Erfinder und Unternehmensgründer der Firma Wild.
Der T3 erreichte eine Genauigkeit von mindestens 0,5″ und übertraf damit dank seiner weitgehend geschlossenen Bauweise und hohen Stabilität die meisten bis dahin gebräuchlichen Triangulationstheodolite, deren Feinmechanik und Teilkreise offen lagen. Der Name T3 sollte die gegenüber dem etwas einfacheren Wild T2 höhere Genauigkeit signalisieren.
Das Grundkonzept des Theodolits stammt von Heinrich Wild und hat sich über mehrere Jahrzehnte bewährt, bis um 1980 die Vorgänger der heutigen Tachymeter entwickelt wurden. Seine Höhe beträgt etwa 30 cm, seine Masse knapp 10 kg. 
Das achromatische Fernrohr hat etwa 40-fache Vergrößerung und eine Öffnung von 5 cm, Innenfokussierung und -Beleuchtung. Direkt neben dem Okular des Messfernrohrs befindet sich ein zweiter Einblick für die Kreisablesung. Sie erfolgt mit kurzen Mikroskopen, die je zwei gegenüberliegende Stellen der Teilkreise zusammenspiegeln, um eine eventuelle Exzentrizität zu beseitigen. Die Kreisablesung an den gegeneinander laufenden Teilstrichen entspricht der des T2, wurde aber im Gegensatz zu diesem in den 1970ern nicht teildigitalisiert, weil die Bauserie zu klein war.
Die Grob- und Feinbewegungen für Richtungs- und Höhenwinkel ist mit vier Drehknöpfen auf der Alhidade und den Fernrohrstützen angeordnet. Der Unterbau hat ein optisches Lot, Beleuchtungsanschlüsse und die Horizontalkreis-Verstellung. Die Stehachse ist zylindrisch ausgeführt, was zwar sehr robust ist, aber geringfügige sekundäre Achsfehler („Taumelfehler“) bis zu etwa 1″ mit sich bringt. Heute sind Kombinationen von Zylinderachsen mit einem horizontalen Kugellager üblich.
Durch eine Reihe von Zusatzinstrumenten wurde der T3 im Laufe der Zeit auch für anspruchsvolle Sonderaufgaben ausgerüstet, u. a. für das Markscheidewesen (spezielle Beleuchtung, Zenitprisma etc.), für die optische Entfernungsmessung und sogar für die Astrogeodäsie – u. a. durch eine präzise Reiterlibelle und durch den Prismenastrolab-Vorsatz in Verbindung mit einem spiegelnden Quecksilberhorizont.